# KFC Komárno
Der KFC Komárno ist ein 1900 gegründeter slowakischer Fußballverein aus der Stadt Komárno. Die erste Herrenmannschaft spielt seit 2024 in der höchsten slowakischen Fußballliga, der Niké liga.

## Geschichte
Das Team wurde am 29. Mai 1900 als Komáromi Labdarúgó Társaság (deutsch etwa: Komáromer Fußballverband) im damaligen Oberungarn gegründet und ist somit der älteste, noch aktive Verein der heutigen Slowakei. Das erste Spiel wurde exakt zwei Monate später gegen Budapest Kistétény ausgetragen, bei dem der KFC mit 0:5 unterlag. Bereits im Jahr 1904 stellte man drei Mannschaften und organisierte das erste Fußballspiel für Jugendliche auf heute slowakischem Boden.
Der Spitzname der Mannschaft lautet Lilák (zu deutsch etwa: Die Fliedernen). 

### Ehemalige Namen
- 1900 – Komáromi LT (Komáromi Labdarúgó Társaság)
- 1902 – Komáromi FC (Komáromi Football Club)
- 1945 – ŠK Sokol Železničiar Komárno (Športový klub Sokol Železničiar Komárno)
- 1946 – Slovan MNV Komárno (Slovan miestny národný výbor Komárno)
- 1951 – TJ Sokol Škoda Komárno (Telovýchovná jednota Sokol Škoda Komárno)
- 1952 – TJ Spartak Komárno (Telovýchovná jednota Spartak Komárno)
- 1984 – TJ Spartak ZŤS Komárno (Telovýchovná jednota Spartak Závody ťažkého strojárstva Komárno)
- 1990 – KFC Komárno (Komárňanský futbalový club Komárno)
- 1993 – FK 1899 Komárno (Futbalový klub 1899 Komárno)
- 2002 – KFC Majorka Komárno (Komárňanský futbalový club Majorka Komárno)
- 2007 – KFC Komárno (Komárňanský futbalový club Komárno)

## Erfolge
- Slowakischer Zweitligameister: 2023/24

## Bekannte Spieler
- Ferdinand Daučík
- Anton Moravčík
- Koloman Gögh
- Ladislav Józsa
- Juraj Szikora
- Jozef Medgyes
- Endre Gaál
- Daniel Szűcs
- Peter Lérant
- Szilárd Németh
- Kornel Saláta
- Jakub Sylvestr